# Racks on Racks
Racks on Racks è un singolo del rapper statunitense Lil Pump, pubblicato il 31 gennaio 2019.

## Tracce
1. Racks on Racks – 2:09